# Асоціація національних німецьких євреїв
Асоціація національних німецьких євреїв (нім. Verband Nationaldeutscher Juden, скор. VnJ або VndJ) — правоконсервативна єврейська політична організація часів Веймарської республіки та перших років Третього Райху. Вона була заснована 1921 року доктором Максом Науманном, якого після приходу до влади Адольфа Гітлера відправили до концентраційного табору, і заборонена у 1935 році. Штаб-квартира організації знаходилася в Берліні. Організація пропагувала та виступала на підтримку Гітлера та НСДАП. Завдяки формуючому впливу батька-засновника, членів об'єднання також називали «євреями Науманна» або «науманцями».

## Історія
Асоціація німецьких національних євреїв була заснована в 1921 році Максом Науманном, який був її головою до 1926 року і з 1933 по 1935 рік, коли асоціація була розпущена. Була близька до націонал-консервативної і монархічної Німецької національної народної партії, яка, однак, відмовилася від членства в асоціації.
Офіційним друкованим органом об'єднання був щомісячник «Der nationaldeutsche Jude» за редакцією Макса Науманна, що видавався з 1922 по 1934 роки. У 1927 році тираж журналу становив 6 000 примірників.
На відміну від головних політичних організацій німецького єврейства, таких як «Центральна рада» або «Сіоністська асоціація», асоціація так і не стала представницьким органом німецьких євреїв. За весь час свого існування вона налічувала не більше близько 3500 членів. Тим не менш, асоціація відігравала важливу роль як ідеологічний аутсайдер. Провокативні позиції та підбурюючі заяви цієї крайньої правої маргінальної групи викликали неабиякий резонанс серед німецької єврейської громадськості. Найбільші єврейські організації та видання, такі як CV-Zeitung, були змушені регулярно виступати з критичними заявами на адресу табору Науманна.
Зрештою, VnJ маневрувала між двома вогнями через свою позицію та підбурювальну риторику. З одного боку, вона дедалі більше відокремлювала себе від єврейської громади, а з іншого — не зустрічала бажаного прийняття в німецькому суспільстві. Спроби євреїв Науманна задобрити та підтримати Гітлера були особливою скалкою в оці націонал-соціалістів, тому 18 листопада 1935 року асоціацію було заборонено раніше, ніж всі інші єврейські організації. Того ж дня Науманн був заарештований гестапо і ув'язнений у концентраційному таборі Коломбія в Берліні. Він був звільнений через кілька тижнів і помер від раку в травні 1939 року.

## Ідеологія та діяльність
Асоціація була антидемократичною, правоконсервативною організацією, яка рішуче відкидала систему Веймарської республіки. Її члени переважно рекрутувалися з антисіоністського та націоналістичного табору німецько-єврейських освічених середніх класів. Історична чи культурна спільність з мільйонами євреїв за межами Німеччини відкидалася. У статуті асоціації зазначено:
Об'єднання національних німецьких євреїв має на меті об'єднати всіх тих німців єврейського походження, які, відкрито визнаючи своє походження, відчувають себе настільки нерозривно зрощеними з німецькою природою і німецькою культурою, що не можуть відчувати і думати інакше, ніж по-німецьки. Вона бореться з усіма проявами і діями ненімецького духу, незалежно від того, походять вони від євреїв чи неєвреїв, які перешкоджають відродженню німецької національної сили, німецької законності і німецької самоповаги і, таким чином, ставлять під загрозу відродження Німеччини на шановану позицію в світі.
VnJ свідомо приєднався до ідеологій Народного руху і не дистанціювався від відверто антисемітських позицій. Об'єднання атакувало сіоністів і так званих «Zwischenschichtler», тобто членів «Центральної ради», і називав їх ворогами німецької національної ідеї. За програмою об'єднання було найбільш близьким до Німецької національної народної партії (НННП), тимчасового коаліційного партнера НСДАП.
Метою об'єднання була повна асиміляція євреїв у німецькому народному середовищі, самоліквідація єврейської ідентичності та вигнання з Німеччини єврейських іммігрантів зі Східної Європи. Науманн особливо виступав проти сіоністів та східноєвропейських євреїв. Перших він вважав загрозою для єврейської інтеграції та носіями «расистської» ідеології, що служить британським імперським цілям. Других він вважав расово і духовно неповноцінними.
Серед напрямків діяльності об'єднання також була боротьба проти міжнародного антинацистського бойкоту німецьких товарів 1933 року, а також видання маніфесту, в якому стверджувалося, що до євреїв ставляться справедливо.

У 1934 році асоціація зробила наступну заяву:
Ми завжди ставили добробут німецького народу і Батьківщини, з якими відчуваємо себе нерозривно пов'язаними, вище за власний добробут. Тому ми вітали результати січня 1933 року, навіть якщо вони принесли труднощі для нас особисто.
Можливою причиною, чому деякі німецькі євреї підтримали Гітлера, було те, що вони вважали, що його антисемітизм був лише для того, щоб «збурити маси».
Іронічний на перший погляд факт, що єврейське об'єднання лояльно виступало до нацистської програми, породив сучасний жарт про те, що Науманн і його послідовники закінчують свою зустріч нацистським привітанням і вигуками «Покінчіть з нами!».